# Aatos Lehtonen
Aatos „Atski“ Ensio Lehtonen (* 15. Februar 1914 in Helsinki, Russisches Reich; † 10. April 2005 in Hyvinkää) war ein finnischer Fußball-, Bandy-, Handball- und Basketballspieler und Fußballtrainer. Lehtonen wurde als Spieler zweimal mit HJK Helsinki finnischer Meister und 1937 Meister im Bandy. Insgesamt betreute er die finnische Fußballnationalmannschaft bei 70 Spielen als Trainer.

## Laufbahn
Der Mittelstürmer spielte von 1931 bis 1933 für Helsingin Ponnistus ehe er zum Lokalrivalen HJK Helsinki wechselte. Dort entwickelte sich Lehtonen zum Vorzeigestürmer, der zwischen 1935 und 1939 fünfmal in Folge die Torschützenwertung der Mestaruussarja gewann. 1936 gewann er mit HJK seine erste Meisterschaft. Seine zweite sollte 1938 folgen. 1937 schaffte er es, in 14 Spielen 25 Tore zu schießen. In seiner Laufbahn erzielte er in der Mestaruussarja 109 Tore. 1936 kam Aatos Lehtonen zu seinem ersten Einsatz in der finnischen Nationalmannschaft und gehörte zur Olympiaauswahl, die beim Fußballturnier der Sommerspiele in Berlin teilnahm. 17 weitere sollten noch folgen. Dabei erzielte er in diesen 18 Spielen sieben Tore. Mit 33 Jahren beendete er 1947 seine Karriere als Spieler und wurde daraufhin Trainer der finnischen Nationalmannschaft. Die letzten zwei Jahre war Lehtonen bereits Spielertrainer von HJK. Er blieb es bis 1955 und führte das Team in dieser Zeit bei 51 Länderspielen, darunter auch bei den Olympischen Spielen im eigenen Land. 1955 wurde er vom Deutschen Kurt Weinreich abgelöst und war daraufhin von 1956 bis 1958 Trainer von HJK Helsinki. 1959 wurde ihm zum zweiten Mal der Trainerposten der Nationalmannschaft zugesprochen. Bis 1961 war er bei weiteren 19 Spielen Trainer Finnlands. In dieser Zeit gelang unter anderem ein 3:2-Sieg über die Mannschaft der DDR am 6. September 1959 in Helsinki. Ein weiteres Spiel gegen die DDR ging ein Jahr später in Rostock aber mit 1:5 verloren.
Neben dem Fußball spielte Lehtonen für HJK Helsinki auch Bandy und gewann 1937 in dieser Sportart die finnische Meisterschaft. Ebenfalls erstklassig spielte Lehtonen Handball (auch für den HJK) und Basketball (für den Helsinkier Verein Karhun Pojat).
Aatos Lehtonen war ausgebildeter Sporttrainer und lebte nach seiner Laufbahn in Hyvinkää, einer Stadt mit langer Eisenbahnertradition: Lehtonen selbst arbeitete von 1956 bis 1977 für die finnische Eisenbahn. Außerdem verfasste er für die finnische Sportzeitung Urheilulehti Kolumnen und übersetzte Fußballtrainingsbücher ins Finnische.

## Erfolge

### Fußball
- Finnischer Meister: 1936 und 1938
- Torschützenkönig der Mestaruussarja: 1935, 1936, 1937, 1938, 1939

- Ehrenmitglied des finnischen Fußballverbandes
- Aufnahme in die Hall of Fame des finnischen Fußballs im Jahr 1993

### Bandy
- Finnischer Meister: 1937